# Chilomima clarkei
Chilomima clarkei är en fjärilsart som beskrevs av Hans Georg Amsel. Chilomima clarkei ingår i släktet Chilomima och familjen Crambidae. Inga underarter finns listade i Catalogue of Life.